# Eolactoria sorbinii
Az Eolactoria sorbinii a csontos halak (Osteichthyes) főosztályának a sugarasúszójú halak (Actinopterygii) osztályához, ezen belül a gömbhalalakúak (Tetraodontiformes) rendjéhez és a bőröndhalfélék (Ostraciidae) családjához tartozó fosszilis halfaj.
Nemének eddig egyetlen felfedezett faja.

## Előfordulása
Az Eolactoria sorbinii maradványait, Észak-Olaszországban, a Monte Bolca nevű rétegben fedezték fel. Ez a fosszilis halfaj a kora és középső eocénben élt.

## Megjelenése
Szemei fölött és hasúszói mögött két-két hosszú tüskéje volt; külsőre igen hasonlított, a ma is élő Lactoria-fajokra, de ez utóbbiaknak nincsenek ilyen hosszú tüskéik. A két szemfölötti tüske között, volt egy ötödik tüske is, ez rövidebb volt és orrszerűnek nézhetett ki, mivel a száj fölött helyezkedett el.
Az Eolactoria sorbinii-nek egyetlen fosszilis maradványa ismert, amely körülbelül 5 centiméter hosszú.

## Fordítás
- Ez a szócikk részben vagy egészben  az   Eolactoria című angol Wikipédia-szócikk fordításán alapul.  Az eredeti cikk szerkesztőit annak laptörténete sorolja fel. Ez a jelzés csupán a megfogalmazás eredetét és a szerzői jogokat jelzi, nem szolgál a cikkben szereplő információk forrásmegjelöléseként.